# La Providencia, La Barca
La Providencia är en ort i Mexiko.   Den ligger i kommunen La Barca och delstaten Jalisco, i den centrala delen av landet, 400 km väster om huvudstaden Mexico City. La Providencia ligger 1 542 meter över havet och antalet invånare är 806.
Terrängen runt La Providencia är platt åt sydost, men åt nordväst är den kuperad. Runt La Providencia är det ganska tätbefolkat, med 108 invånare per kvadratkilometer. Närmaste större samhälle är Ocotlán, 16,1 km väster om La Providencia. Trakten runt La Providencia består till största delen av jordbruksmark.